# Alma Rosa Sánchez
Alma Rosa Sánchez Olvera es una socióloga mexicana especialista en investigaciones sobre Género, Ciudadanía de las mujeres y Derechos Sexuales-Reproductivos. Es iniciadora de los Estudios de Género en la FES Acatlán, con el Taller de Investigación Educativa "Mujer, Educación y Empleo"; universidad en la que se ha desempeñado en los últimos años como maestra de la licenciatura de Pedagogía. Es parte del Sistema Nacional de Investigadores, actualmente es nivel II. Fue merecedora del segundo lugar a la mejor tesis de maestría en Estudios de la Mujer (Facultad de Psicología /UNAM, 1993). Desde 2012 forma parte de la Red Mexicana de Ciencia, Tecnología y Género (Red Mexciteg).
Su trabajo ensayístico ha sido galardonado en los concursos "Avances y Perspectivas de la Participación Política de la Mujer" (2001) y "Género y Política: Retos y Perspectivas" (2002), organizados por la Fundación por la Socialdemocracia de las Américas y Convergencia de Mujeres. Entramados de la Profesión Académica y el Género: un estudio de caso en la FES Acatlán (UNAM, 2017), es su última publicación. El libro, en el que participan otras investigadoras e investigadores, es un producto del proyecto de investigación “Género, Trayectorias e Itinerarios Académicos en la FES Acatlán: Desafíos ante las Sociedades de la Información y el Conocimiento”. Aborda los retos de la profesión académica ante los paradigmas emergentes en educación superior; además analiza y discute, desde la perspectiva de sus actores, las desigualdades, diversidad y desafíos de la profesión académica en las FES Acatlán.
Participó en el libro Qué dicen las académicas acerca de la UNAM (UNAM- 2003). Elaboró el capítulo “El feminismo en México. Conciencia de Derechos y Construcción de Ciudadanía para las mujeres” en el libro Mujeres y Sociedad en México contemporáneo: nombrar lo innombrable. TEC/Monterrey Miguel Ángel Porrúa y Cámara de Diputados México 2004. Es autora de los libros Feminismo mexicano ante el movimiento urbano popular. Dos expresiones de Lucha de Género (1970-1985), Plaza y Valdés editores. México 2002. La condición de las mujeres en el umbral del siglo XXI ENEP Acatlán, Programa de Investigación, México en 2003. La ciudadanía plena de las mujeres: un proceso en construcción. ENEP Acatlán, Programa de Investigación, México, 2002; es su aporte a la serie Itinerario de las Miradas. En la serie EDUCERE publicó el número Escolaridad y trabajo Femeninos en el contexto de la división genérica de profesiones y oficios. ENEP Acatlán, División de Humanidades, México 2003.